# Otto Fjodorovič Knorring
Otto Fjodorovič Knorring (rusko Отто Фёдорович Кнорринг; nemško Otto Wilhelm von Knorring), ruski general baltsko-nemškega rodu, * 1759, † 1812.
Bil je eden izmed pomembnejših generalov, ki so se borili med Napoleonovo invazijo na Rusijo; posledično je bil njegov portret dodan v Vojaško galerijo Zimskega dvorca.

## Življenje
26. decembra 1769 je kot vojak vstopil v Astrahanski karabinjerski polk, s katerim se je udeležil rusko-turške vojne leta 1768-74 ter zatrtja poljskega upora leta 1794; za zasluge pri zavzetju Prage je bil povišan v podpolkovnika. 24. februarja 1798 je bil povišan v polkovnika in 20. oktobra istega leta je bil imenovan za poveljnika Kazanskega kirasirskega polka.
19. decembra 1799 je bil povišan v generalmajorja. 4. marca naslednjega leta je bil odpuščen iz vojaške službe s činom generalporočnika. 15. marca 1806 je bil ponovno aktiviran, tokrat s činom generalmajorja. Udeležil se je vojne leta 1806-07. 27. junija 1807 je bil imenovan za poveljnika Leib kirasirskega polka, s katerim se je udeležil rusko-švedske vojne leta 1808-09. 
12. oktobra 1811 je postal poveljnik Novgorodskega kirasirskega polka in naslednje leto poveljnik 2. kirasirske divizije.